# Vinko Škafar
Vinko Avguštin Škafar, slovenski kapucinski menih, katoliški duhovnik, teolog in publicist. * 27. avgust 1939, Beltinci.

## Življenje in delo
Osnovno šolo in nižjo gimnazijo je obiskoval v Prekmurju. Nato je nadaljeval študije na gimnaziji v Osijeku in Zagrebu na Hrvaškem, kjer je tudi maturiral. Vojaško službo je opravljal v Makedoniji (danes Severna Makedonija). Leta 1961 se je vpisal na Katoliško teološko fakulteto v Zagrebu, kjer je opravil dva letnika. Teološke študije je končal na Teološki fakulteti v Ljubljani. Nato je bil tri leta vzgojitelj kapucinskih kandidatov za duhovništvo. Leto dni je kapelanoval v Celju. Leta 1971 se je vpisal na podiplomski študij v Rimu na frančiškanski univerzi Antonianum, kjer je 1974 doktoriral.
Od 1977 do 1983, potem od 1984 do 1990 je bil predstojnik kapucinskega samostana svetega Petra in Pavla na Ptuju. V redu je dobil redovniško ime Avguštin. Kot dekan je od 1979 do 1990 vodil ptujsko dekanijo. Od 1990 do 1996 je bil predstojnik Slovenske kapucinske province in vodil gradnjo novega kapucinskega samostana na Ptuju ter začel z gradnjo nove cerkve svetega Leopolda Mandića. Veliko je prispeval s pomočjo švicarskih kapucinov k dograditvi Doma duhovnosti v Kančevcih, v domačem Prekmurju.
Od 1997 do 2021 je bil župnik cerkve Sv. Jožefa na Studencih (Maribor). Sodeloval je pri škofijskem postopku za kanonizacijo Danijela Halasa. Sedaj sodeluje pri postopku za kanonizacijo Cvetane Priol. Napisal je spremna besedila za knjigo Jaroslav Kikelj, Pričevalec vere (2001). Med 1983 in 2004 je predaval na Teološki fakulteti v Ljubljani in Mariboru. V okviru Slovenske teološke akademije v Rimu je sodeloval na različnih zgodovinskih simpozijih. Svoje znanstvene prispevke je objavljal v Bogoslovnem vestniku, Časopisu za zgodovino in narodopisje in Zborniku soboškega muzeja. Sodeloval je pri izdaji prve knjižne izdaje Spisi sv. Frančiška Asiškega in sv. Klare. Uredil je knjigo Verstva, sekte in novodobska gibanja (1998).
Med 1981 in 2008 je bil urednik Družinske priloge, ki se je pozneje preimovala Naša družina, ki je izhajala kot mesečna priloga katoliškega tednika Družina. Tudi je sodeloval pri ekumenskem letnem zborniku V edinosti. Trenutno je sodelavec revije za ekumensko teologijo in medverski pogovor Edinost in dialog, ki ga od leta 2013 izdaja Teološka fakulteta v Ljubljani.
Med 1993 in 2015 je urejal kapucinsko zbirko knjig Frančiškova knjižnica in Mala Frančiškova knjižnica. Leta 2023 je sodeloval pri sestavljanju in izdaji molitvenika Jezuš, tovariš moj v sodobni prekmurščini z Brankom Pintaričem in Akošem Dončecem. Danes živi in dela v Celju.